# Copa de Balompié Mexicano 2022 Invierno
La Copa de Balompié Mexicano 2022 Invierno fue la II edición de la Copa Balompié Mexicano. Comenzó el 17 de septiembre de 2022 y finalizó el 19 de noviembre de 2022.

## Sistema de competencia
El presidente de la Liga de Balompié Mexicano, Carlos Briones Guerrero declaró en entrevista al medio de comunicación MascotaDeportes que al tener la Copa Mundial de Fútbol 2022 en noviembre, afectaría al torneo, por lo cual se optó por realizar un torneo rápido de copa. 
De los 8 equipos participantes se dividieron en dos grupos de acuerdo a su zona geográfica, los dos equipos mejor ubicados de su grupo, accedieron a la semifinal, mientras que los otros dos, participaron por un trofeo, llamado finales de plata.
El sistema de puntos fue el mismo que se utilizó en la liga, tres puntos por victoria, un punto por empate mientras haya goles, cero puntos por empate sin goles y cero puntos por derrota.
El criterio de desempate fue por diferencia de goles, mayor cantidad de goles anotados, ganador del último partido efectuado entre los dos equipos, menos tarjetas de expulsión, menos tarjetas de amonestación, sorteo.
Se jugó a dos vueltas el torneo, teniendo un total de 6 jornadas por grupo.

### Semifinales
En la semifinales se enfrentaron los mejores equipos clasificados en cada grupo:
A1 vs B2
B1 vs A2
Los equipos con mayor puntuación jugaron la vuelta como local. 
En caso de empate se procederá a la ejecución de tiros de penalti conforme a las reglas de juego (ronda de penaltis y "muerte súbita" de ser necesario).

### Finales de plata
Hubo un torneo especial para los no clasificados a fases finales del torneo de copa, en el cual se disputó a dos partidos.
Los equipos con mayor puntuación jugaron como locales.
Los encuentros se definieron de la siguiente manera:
A3 vs B3
En caso de empate se procederá a la ejecución de tiros de penalti conforme a las reglas de juego (ronda de penaltis y "muerte súbita" de ser necesario).

## Información de los equipos
| Club                      | Entrenador          | Ciudad                                | Estadio                         | Capacidad | Fundación      | Patrocinador                   | Kit           |
| ------------------------- | ------------------- | ------------------------------------- | ------------------------------- | --------- | -------------- | ------------------------------ | ------------- |
| Cachorros FC              | Eduardo Peralta     | San Luis Potosí, San Luis Potosí      | Centro Deportivo Ferrocarrilero |           | 2022 (3 años)  |                                |               |
| Chapulineros de Oaxaca    | Omar Arellano       | San Jerónimo Tlacochahuaya, Oaxaca    | Independiente MRCI              | 5 000     | 1983 (42 años) | MRCI                           | Felinus       |
| Halcones de Querétaro     | Óscar Díaz          | La Cañada, Querétaro                  | Unidad Deportiva La Cañada      | 2 000     | 2021 (3 años)  | People Seguros                 | Dony          |
| Lobos USSL                | Julio Huerta        | Teoloyucan, Estado de México          | Tratados de Teoloyucan          | 1 000     | 2021 (3 años)  |                                |               |
| Neza Fútbol Club          | Mario Rodríguez     | Ixtapaluca, Estado de México          | Deportivo Valle Verde           | 1 500     | 1991 (33 años) | MARULA                         | Keuka         |
| Industriales de Naucalpan | Edgar Alatorre      | Naucalpan de Juárez, Estado de México | Hugo Sánchez                    | 2 500     | 2020 (4 años)  | Gas Metropolitano              | Deportes Alve |
| Inter de Amecameca        | Hugo Amaro          | Amecameca, Estado de México           | Francisco Flores                | 2 500     | 2021 (3 años)  | Centro de Inglés Personalizado | Ability MX    |
| Mezcaleros de Oaxaca      | Jesús López Meneses | San Jerónimo Tlacochahuaya, Oaxaca    | Independiente MRCI              | 5 000     | 2022 (2 años)  | MRCI                           | Felinus       |

## Torneo regular
- Horarios en tiempo local.
- Calendario disponible en la

| Jornada 1             | Jornada 1 | Jornada 1                 | Jornada 1                  | Jornada 1        | Jornada 1 | Jornada 1 | Jornada 1 | Jornada 1 | Jornada 1 |
| Grupo A               | Grupo A   | Grupo A                   | Grupo A                    | Grupo A          | Grupo A   | Grupo A   | Grupo A   | Grupo A   | Grupo A   |
| Local                 | Resultado | Visitante                 | Estadio                    | Fecha            | Hora      |           |           |           |           |
| --------------------- | --------- | ------------------------- | -------------------------- | ---------------- | --------- | --------- | --------- | --------- | --------- |
| Halcones de Querétaro | 1 - 0     | Cachorros FC              | Unidad Deportiva La Cañada | 17 de septiembre | 17:00     |           |           |           |           |
| Neza FC               | 3 - 1     | Industriales de Naucalpan | Arreola                    | 18 de septiembre | 16:00     |           |           |           |           |
| Grupo B               |           |                           |                            |                  |           |           |           |           |           |
| Local                 | Resultado | Visitante                 | Estadio                    | Fecha            | Hora      |           |           |           |           |
| Lobos USSL            | 1 - 3     | Chapulineros de Oaxaca    | Tratados de Teoloyucan     | 17 de septiembre | 15:00     |           |           |           |           |
| Mezcaleros de Oaxaca  | 4 - 2     | Inter de Amecameca        | Independiente MRCI         | 18 de septiembre | 12:00     |           |           |           |           |

| Jornada 2             | Jornada 2 | Jornada 2                 | Jornada 2                       | Jornada 2        | Jornada 2 | Jornada 2 | Jornada 2 | Jornada 2 | Jornada 2 |
| Grupo A               | Grupo A   | Grupo A                   | Grupo A                         | Grupo A          | Grupo A   | Grupo A   | Grupo A   | Grupo A   | Grupo A   |
| Local                 | Resultado | Visitante                 | Estadio                         | Fecha            | Hora      |           |           |           |           |
| --------------------- | --------- | ------------------------- | ------------------------------- | ---------------- | --------- | --------- | --------- | --------- | --------- |
| Cachorros FC          | 2 - 0     | Industriales de Naucalpan | Centro Deportivo Ferrocarrilero | 23 de septiembre | 19:00     |           |           |           |           |
| Halcones de Querétaro | 3 - 1     | Neza FC                   | Unidad Deportiva La Cañada      | 24 de septiembre | 17:00     |           |           |           |           |
| Grupo B               |           |                           |                                 |                  |           |           |           |           |           |
| Local                 | Resultado | Visitante                 | Estadio                         | Fecha            | Hora      |           |           |           |           |
| Inter de Amecameca    | 0 - 4     | Chapulineros de Oaxaca    | Francisco Flores                | 23 de septiembre | 17:00     |           |           |           |           |
| Mezcaleros de Oaxaca  | 4 - 0     | Lobos USSL                | Independiente MRCI              | 25 de septiembre | 12:00     |           |           |           |           |

| Jornada 3                 | Jornada 3 | Jornada 3             | Jornada 3              | Jornada 3    | Jornada 3 | Jornada 3 | Jornada 3 | Jornada 3 | Jornada 3 |
| Grupo A                   | Grupo A   | Grupo A               | Grupo A                | Grupo A      | Grupo A   | Grupo A   | Grupo A   | Grupo A   | Grupo A   |
| Local                     | Resultado | Visitante             | Estadio                | Fecha        | Hora      |           |           |           |           |
| ------------------------- | --------- | --------------------- | ---------------------- | ------------ | --------- | --------- | --------- | --------- | --------- |
| Industriales de Naucalpan | 1 - 11    | Halcones de Querétaro | 12 de Mayo             | 1 de octubre | 17:00     |           |           |           |           |
| Neza FC                   | 1 - 0     | Cachorros FC          | Deportivo Valle Verde  | 3 de octubre | 15:00     |           |           |           |           |
| Grupo B                   |           |                       |                        |              |           |           |           |           |           |
| Local                     | Resultado | Visitante             | Estadio                | Fecha        | Hora      |           |           |           |           |
| Lobos USSL                | 2 - 5     | Inter de Amecameca    | Tratados de Teoloyucan | 1 de octubre | 15:00     |           |           |           |           |
| Chapulineros de Oaxaca    | 5 - 0     | Mezcaleros de Oaxaca  | Independiente MRCI     | 1 de octubre | 16:00     |           |           |           |           |

| Jornada 4                 | Jornada 4 | Jornada 4             | Jornada 4                       | Jornada 4    | Jornada 4 | Jornada 4 | Jornada 4 | Jornada 4 | Jornada 4 |
| Grupo A                   | Grupo A   | Grupo A               | Grupo A                         | Grupo A      | Grupo A   | Grupo A   | Grupo A   | Grupo A   | Grupo A   |
| Local                     | Resultado | Visitante             | Estadio                         | Fecha        | Hora      |           |           |           |           |
| ------------------------- | --------- | --------------------- | ------------------------------- | ------------ | --------- | --------- | --------- | --------- | --------- |
| Cachorros FC              | 0 - 3     | Halcones de Querétaro | Centro Deportivo Ferrocarrilero | 7 de octubre | 18:00     |           |           |           |           |
| Industriales de Naucalpan | 0 - 9     | Neza FC               | Deportivo Cartagena             | 9 de octubre | 16:00     |           |           |           |           |
| Grupo B                   |           |                       |                                 |              |           |           |           |           |           |
| Local                     | Resultado | Visitante             | Estadio                         | Fecha        | Hora      |           |           |           |           |
| Inter de Amecameca        | 0 - 1     | Mezcaleros de Oaxaca  | Francisco Flores                | 7 de octubre | 17:00     |           |           |           |           |
| Chapulineros de Oaxaca    | 9 - 0     | Lobos USSL            | Independiente MRCI              | 8 de octubre | 16:00     |           |           |           |           |

| Jornada 5             | Jornada 5 | Jornada 5                 | Jornada 5                       | Jornada 5     | Jornada 5 | Jornada 5 | Jornada 5 | Jornada 5 | Jornada 5 |
| Grupo A               | Grupo A   | Grupo A                   | Grupo A                         | Grupo A       | Grupo A   | Grupo A   | Grupo A   | Grupo A   | Grupo A   |
| Local                 | Resultado | Visitante                 | Estadio                         | Fecha         | Hora      |           |           |           |           |
| --------------------- | --------- | ------------------------- | ------------------------------- | ------------- | --------- | --------- | --------- | --------- | --------- |
| Cachorros FC          | 0 - 3     | Neza FC                   | Centro Deportivo Ferrocarrilero | 14 de octubre | 18:00     |           |           |           |           |
| Halcones de Querétaro | 9 - 0     | Industriales de Naucalpan | Unidad Deportiva La Cañada      | 15 de octubre | 17:00     |           |           |           |           |
| Grupo B               |           |                           |                                 |               |           |           |           |           |           |
| Local                 | Resultado | Visitante                 | Estadio                         | Fecha         | Hora      |           |           |           |           |
| Inter de Amecameca    | 3 - 0     | Lobos USSL                | Francisco Flores                | 14 de octubre | 16:00     |           |           |           |           |
| Mezcaleros de Oaxaca  | 0 - 1     | Chapulineros de Oaxaca    | Agileo Gutiérrez                | 16 de octubre | 12:00     |           |           |           |           |

| Jornada 6                 | Jornada 6 | Jornada 6             | Jornada 6              | Jornada 6     | Jornada 6 | Jornada 6 | Jornada 6 | Jornada 6 | Jornada 6 |
| Grupo A                   | Grupo A   | Grupo A               | Grupo A                | Grupo A       | Grupo A   | Grupo A   | Grupo A   | Grupo A   | Grupo A   |
| Local                     | Resultado | Visitante             | Estadio                | Fecha         | Hora      |           |           |           |           |
| ------------------------- | --------- | --------------------- | ---------------------- | ------------- | --------- | --------- | --------- | --------- | --------- |
| Neza FC                   | 2 - 1     | Halcones de Querétaro | Deportivo Valle Verde  | 22 de octubre | 15:00     |           |           |           |           |
| Industriales de Naucalpan | 3 - 0     | Cachorros FC          | Hugo Sánchez Márquez   |               | Cancelado |           |           |           |           |
| Grupo B                   |           |                       |                        |               |           |           |           |           |           |
| Local                     | Resultado | Visitante             | Estadio                | Fecha         | Hora      |           |           |           |           |
| Lobos USSL                | 1 - 3     | Mezcaleros de Oaxaca  | Tratados de Teoloyucan | 22 de octubre | 15:00     |           |           |           |           |
| Chapulineros de Oaxaca    | 9 - 0     | Inter de Amecameca    | Independiente MRCI     | 22 de octubre | 17:00     |           |           |           |           |

## Tabla de clasificación por grupos

### Grupo 1
| Pos. | Equipo                    | Pts. | PJ | G | E | P | GF | GC | Dif. | Clasificación      |
| ---- | ------------------------- | ---- | -- | - | - | - | -- | -- | ---- | ------------------ |
| 1    | Halcones de Querétaro     | 15   | 6  | 5 | 0 | 1 | 28 | 4  | +24  | Semifinal de Copa  |
| 2    | Neza FC                   | 15   | 6  | 5 | 0 | 1 | 19 | 5  | +14  | Semifinal de Copa  |
| 3    | Cachorros FC              | 3    | 6  | 1 | 0 | 5 | 2  | 11 | −9   | Semifinal de Plata |
| 4    | Industriales de Naucalpan | 3    | 6  | 1 | 0 | 5 | 5  | 34 | −29  | Semifinal de Plata |

Actualizado a los partidos jugados el 21 de octubre de 2022.
 Fuente: 
Criterios de clasificación: Puntos · Diferencia de goles · Goles a favor

#### Evolución de la clasificación
Fecha de actualización: 20 de octubre de 2022 
| Equipo / Jornada | 01 | 02 | 03 | 04 | 05 | 06 |
| ---------------- | -- | -- | -- | -- | -- | -- |
| Halcones         | 2  | 1  | 1  | 1  | 1  | 1  |
| Neza             | 1  | 3  | 2  | 2  | 2* | 2  |
| Cachorros        | 3  | 2  | 3  | 3  | 3* | 3  |
| Industriales     | 4  | 4  | 4  | 4  | 4  | 4  |

### Grupo 2
| Pos. | Equipo                 | Pts. | PJ | G | E | P | GF | GC | Dif. | Clasificación      |
| ---- | ---------------------- | ---- | -- | - | - | - | -- | -- | ---- | ------------------ |
| 1    | Chapulineros de Oaxaca | 18   | 6  | 6 | 0 | 0 | 31 | 1  | +30  | Semifinal de Copa  |
| 2    | Mezcaleros de Oaxaca   | 12   | 6  | 4 | 0 | 2 | 12 | 9  | +3   | Semifinal de Copa  |
| 3    | Inter de Amecameca     | 6    | 6  | 2 | 0 | 4 | 10 | 20 | −10  | Semifinal de Plata |
| 4    | Lobos USSL             | 0    | 6  | 0 | 0 | 6 | 4  | 27 | −23  | Semifinal de Plata |

Actualizado a los partidos jugados el 22 de octubre de 2022.
 Fuente: 
Criterios de clasificación: Puntos · Diferencia de goles · Goles a favor

#### Evolución de la clasificación
Fecha de actualización: 22 de octubre de 2022 
| Equipo / Jornada   | 01 | 02 | 03 | 04 | 05 | 06 |
| ------------------ | -- | -- | -- | -- | -- | -- |
| Chapulineros       | 2  | 2  | 1  | 1  | 1  | 1  |
| Mezcaleros         | 1  | 1  | 2  | 2  | 2  | 2  |
| Inter de Amecameca | 3  | 3  | 3  | 3  | 3  | 3  |
| Lobos USSL         | 4  | 4  | 4  | 4  | 4  | 4  |

## Fase Final
|  | Semifinales                                                 | Semifinales                                                 | Semifinales                                                 | Semifinales                                                 | Semifinales                                                 |   |    | Final                                                          | Final                                                          | Final                                                          | Final                                                          | Final                                                          |  |
|  | 28 de octubre de 2022 (ida) 5 de noviembre de 2022 (vuelta) | 28 de octubre de 2022 (ida) 5 de noviembre de 2022 (vuelta) | 28 de octubre de 2022 (ida) 5 de noviembre de 2022 (vuelta) | 28 de octubre de 2022 (ida) 5 de noviembre de 2022 (vuelta) | 28 de octubre de 2022 (ida) 5 de noviembre de 2022 (vuelta) |   |    | 12 de noviembre de 2022 (ida) 19 de noviembre de 2022 (vuelta) | 12 de noviembre de 2022 (ida) 19 de noviembre de 2022 (vuelta) | 12 de noviembre de 2022 (ida) 19 de noviembre de 2022 (vuelta) | 12 de noviembre de 2022 (ida) 19 de noviembre de 2022 (vuelta) | 12 de noviembre de 2022 (ida) 19 de noviembre de 2022 (vuelta) |  |
|  |                                                             |                                                             |                                                             |                                                             |                                                             |   |    |                                                                |                                                                |                                                                |                                                                |                                                                |  |
|  |                                                             |                                                             |                                                             |                                                             |                                                             |   |    |                                                                |                                                                |                                                                |                                                                |                                                                |  |
|  | 1B                                                          | Chapulineros                                                | 1                                                           | 2                                                           | 3                                                           |   |    |                                                                |                                                                |                                                                |                                                                |                                                                |  |
|  | 1B                                                          | Chapulineros                                                | 1                                                           | 2                                                           | 3                                                           |   |    |                                                                |                                                                |                                                                |                                                                |                                                                |  |
|  | 2A                                                          | Neza FC                                                     | 0                                                           | 0                                                           | 0                                                           |   |    |                                                                |                                                                |                                                                |                                                                |                                                                |  |
|  | 2A                                                          | Neza FC                                                     | 0                                                           | 0                                                           | 0                                                           |   | 1B | Chapulineros                                                   | 4                                                              | 2                                                              | 6                                                              |                                                                |  |
|  |                                                             |                                                             |                                                             |                                                             |                                                             |   | 1B | Chapulineros                                                   | 4                                                              | 2                                                              | 6                                                              |                                                                |  |
|  |                                                             |                                                             | 1A                                                          | Halcones de Querétaro                                       | 2                                                           | 0 | 2  |                                                                |                                                                |                                                                |                                                                |                                                                |  |
|  | 1A                                                          | Halcones de Querétaro                                       | 1A                                                          | Halcones de Querétaro                                       | 2                                                           | 0 | 2  | 3                                                              | 4                                                              | 7                                                              |                                                                |                                                                |  |
|  | 1A                                                          | Halcones de Querétaro                                       |                                                             |                                                             |                                                             |   |    | 3                                                              | 4                                                              | 7                                                              |                                                                |                                                                |  |
|  | 2B                                                          | Mezcaleros de Oaxaca                                        | 1                                                           | 0                                                           | 1                                                           |   |    |                                                                |                                                                |                                                                |                                                                |                                                                |  |
|  | 2B                                                          | Mezcaleros de Oaxaca                                        | 1                                                           | 0                                                           | 1                                                           |   |    |                                                                |                                                                |                                                                |                                                                |                                                                |  |
|  |                                                             |                                                             |                                                             |                                                             |                                                             |   |    |                                                                |                                                                |                                                                |                                                                |                                                                |  |

## Final de Plata
|  | Final                  |                    |   |  |
|  | 6 de noviembre de 2022 |                    |   |  |
|  |                        |                    |   |  |
|  | 3B                     | Inter de Amecameca | 0 |  |
|  | 3B                     | Inter de Amecameca | 0 |  |
|  | 3A                     | Cachorros FC       | 2 |  |
|  | 3A                     | Cachorros FC       | 2 |  |

## Estadísticas

### Máximos goleadores
Lista con los máximos goleadores del torneo.

Fecha de actualización: 19 de noviembre de 2022
| Posición | Jugador             | Club                      | Goles |
| -------- | ------------------- | ------------------------- | ----- |
| 1°       | Víctor Lojero       | Chapulineros de Oaxaca    | 16    |
| 2°       | Christian Nieves    | Halcones de Querétaro     | 12    |
| 3°       | Vicente Morales     | Neza FC                   | 7     |
| 4°       | Alfonso Nieto       | Halcones de Querétaro     | 6     |
| =        | Donato Estala       | Chapulineros de Oaxaca    | 6     |
| 6°       | Miguel Rojas        | Mezcaleros de Oaxaca      | 5     |
| 7°       | Richard Ruíz        | Chapulineros de Oaxaca    | 4     |
| 8°       | Milton Lemus        | Neza FC                   | 3     |
| =        | Ricardo Medina      | Inter de Amecameca        | 3     |
| =        | Jhon Terán          | Lobos USSL                | 3     |
| 11°      | Julio García        | Inter de Amecameca        | 2     |
| =        | Kevin Montero       | Mezcaleros de Oaxaca      | 2     |
| =        | Christian Pérez     | Chapulineros de Oaxaca    | 2     |
| =        | Christian Núñez     | Mezcaleros de Oaxaca      | 2     |
| =        | Hugo Amaro          | Inter de Amecameca        | 2     |
| =        | César Villaluz      | Halcones de Querétaro     | 2     |
| =        | Brayan Alcántar     | Halcones de Querétaro     | 2     |
| =        | Edder Mondragón     | Halcones de Querétaro     | 2     |
| 19°      | Paulo Enríquez      | Lobos USSL                | 1     |
| =        | Harold Mejia        | Neza FC                   | 1     |
| =        | Sebastián Caicedo   | Neza FC                   | 1     |
| =        | Manuel Zapata       | Industriales de Naucalpan | 1     |
| =        | Omar Arellano       | Chapulineros de Oaxaca    | 1     |
| =        | Christian Viveros   | Cachorros FC              | 1     |
| =        | Francisco Rodríguez | Cachorros FC              | 1     |
| =        | Byron Castillo      | Neza FC                   | 1     |
| =        | Ian Miguel          | Mezcaleros de Oaxaca      | 1     |
| =        | César García        | Inter de Amecameca        | 1     |
| =        | Gilberto Lozano     | Inter de Amecameca        | 1     |
| =        | Carlos Espinoza     | Industriales de Naucalpan | 1     |
| =        | Margarito González  | Halcones de Querétaro     | 1     |
| =        | Daniel Hernández    | Halcones de Querétaro     | 1     |
| =        | Yoset Gerónimo      | Halcones de Querétaro     | 1     |
| =        | Bryan Sanclemente   | Halcones de Querétaro     | 1     |
| =        | Jair Torres         | Chapulineros de Oaxaca    | 1     |
| =        | Enrique Mondragón   | Chapulineros de Oaxaca    | 1     |
| =        | Samuel Aguilar      | Neza FC                   | 1     |
| =        | Irvin Correa        | Neza FC                   | 1     |
| =        | Ángel Pinto         | Inter de Amecameca        | 1     |
| =        | Marco Zavala        | Neza FC                   | 1     |
| =        | Axel Jiménez        | Mezcaleros de Oaxaca      | 1     |
| =        | Armando Amaya       | Mezcaleros de Oaxaca      | 1     |
| =        | José Ochoa          | Chapulineros de Oaxaca    | 1     |